# Король вечеринок
«Коро́ль вечери́нок» (англ. National Lampoon's Van Wilder, дословно — «National Lampoon представляет: Вэн Уайлдер») — молодёжная комедия режиссёра Уолта Беккера, выпущенная в 2002 году. В главных ролях: Райан Рейнольдс, Тара Рид и Кэл Пенн.
Основой фильма стали репортажи 1997 года журнала «Rolling Stone» о вульгарных вечеринках будущего стендап-комедианта Альберта Крэйшера, когда он учился во Флоридском университете.

## Сюжет
Вэн Уайлдер учится в колледже уже семь лет и не собирается уходить. Всё время он проводит на вечеринках. Но когда он встречает Гвен, то приходит пора задуматься, может быть он просто боится оказаться во взрослой жизни.

## В ролях
| Актёр             | Роль                 |
| ----------------- | -------------------- |
| Райан Рейнольдс   | Вэн Уайлдер          |
| Тара Рид          | Гвен Пирсен          |
| Кэл Пенн          | Тадж Бадаландабад    |
| Пол Глисон        | Профессор МакДугл    |
| Ким Смит          | Кейси                |
| Тим Мэтисон       | Вэнс Уайлдер старший |
| Дэниэл Косгроув   | Ричард Багг          |
| Тек Холмс         | Хутч                 |
| Эмили Разерфорд   | Джинни               |
| Кёртис Армстронг  | Коп                  |
| Деон Ричмонд      | Мини Кохран          |
| Алекс Бернс       | Гордон               |
| Крис Оуэн         | Тимми                |
| Ивана Божилович   | Наоми                |
| София Буш         | Салли                |
| Саймон Хелберг    | Вернон               |
| Квентин Ричардсон | Q                    |
| Майкл Оловоканди  | Лерон                |

## Продолжение
- Король вечеринок 2: Восхождение Таджа (англ. Van Wilder 2: The Rise of Taj) — сиквел данного фильма, выпущенный в 2006 году. Повествует о судьбе Таджа Бадаландабада в университете Англии.
- Король вечеринок 3: Год первокурсника (англ. Van Wilder: Freshman Year) — приквел, выпущенный только на DVD. Фильм показывает Вэна Уайлдера после окончания школы.